# Pla director d'instal·lacions i equipaments esportius de Catalunya
El Pla director d'instal·lacions i equipaments esportius de Catalunya (PIEC), és l'instrument jurídic i tècnic mitjançant el qual el Govern de la Generalitat de Catalunya planifica les actuacions adreçades a dotar Catalunya dels equipaments necessaris per facilitar a tots els ciutadans la pràctica fisico-esportiva en els seus diferents vessants d'iniciació, formació, competició, recreació i manteniment.
El PIEC estableix les característiques de les diferents xarxes d'equipaments esportius i defineix les prioritats d'actuació. També incorpora una normativa tècnica que regula els criteris bàsics de seguretat, habitabilitat i funcionalitat que s'han de tenir en compte en la construcció i gestió d'un equipament esportiu.
El Pla té dues fases, la primera fins al 2008 i la segona fins al 2011 i compta amb un pressupost de 970.897.373 euros. Actuarà a totes les comarques catalanes, beneficiant a més de 600.000 usuaris.
Entre les prioritats del Pla, hi destaca l'objectiu de disposar una piscina coberta a menys de 20 quilòmetre de cada ciutadà, un pavelló esportiu a tots els municipis catalans amb més de 2000 habitants i un camp d'esports a tots els pobles amb més de 1000 habitants. També tots els municipis amb escola han de tenir una pista poliesportiva, els municipis amb institut de secundària tindran un gimnàs i cada comarca tindrà almenys una pista d'atletisme.
Entre altres actuacions emmarcades al Pla director, es construirà un pavelló esportiu a Cornudella de Montsant i a Premià de Mar i d'una zona esportiva a Les Masies de Voltregà.